# Kajsa Barr
Kajsa Barr, född 16 april 1992, är en svensk friidrottare specialiserad på medeldistanslöpning. 

## Karriär
Vid junior-EM i Tallinn, Estland år 2011 tävlade Kajsa Barr på 1 500 meter där hon kom på en 8:e plats på 4:30,40.
Barr deltog 2013 vid U23-EM i Tammerfors på 1 500 meter men slogs ut i försöken trots nytt personligt rekord 4:20,05.

## Personliga rekord
| Utomhus - 100 meter – 13,14 (Sollentuna 9 augusti 2011) - 200 meter – 26,57 (Sollentuna 9 augusti 2011) - 400 meter – 58,44 (Stockholm 5 juli 2011) - 800 meter – 2:09,27 (Mannheim, Tyskland 3 juli 2011) - 1 000 meter – 2:52,84 (Stockholm 14 juli 2011) - 1 500 meter – 4:18,20 (Karlstad 23 juli 2013) - 1 500 meter – 4:30,69 (Göteborg 22 augusti 2009) - 3 000 meter – 9:30,33 (Göteborg 28 juni 2013) | Inomhus - 800 meter – 2:15,77 (Sätra 7 februari 2010) - 1 500 meter – 4:33,56 (Sätra 27 januari 2013) - 1 engelsk mil – 5:00,74 (Birmingham, Alabama USA 26 februari 2012) |